# Lies Ketterer

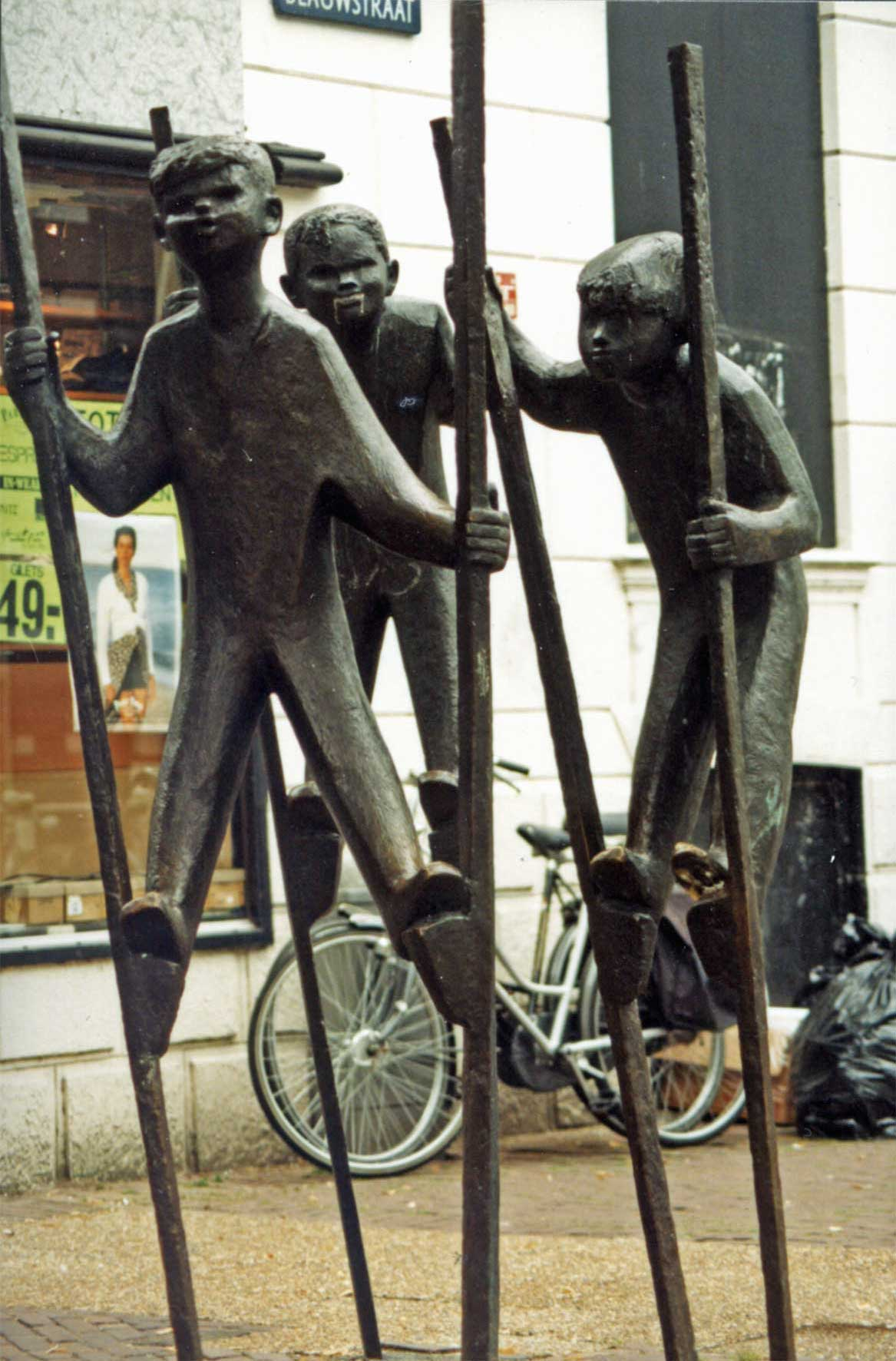
De Steltlopers door Lies Ketterer (1972) - nog op de oorspronkelijke plaats

Lies Ketterer (Berlijn, 14 juni 1905 - Solingen, 30 oktober 1976) was een Duitse beeldhouwer.
Ketterer was als beeldend kunstenaar werkzaam in Solingen.

## Werken
- Ketterer won in 1957 een door de Stadt-Sparkasse van Solingen uitgeschreven wedstrijd voor het vervaardigen van een kunstobject, dat geplaatst zou worden op de binnenplaats van het gebouw van de bank. Haar winnende ontwerp was een sprookjesfiguur: De Dukatenezel ("Ezeltje strek je" uit de sprookjes van Grimm).[1]
- In 1972 besloot het stadsbestuur van Solingen aan haar partnergemeente de gemeente Gouda een standbeeld cadeau te geven, ter gelegenheid van het 700-jarig bestaan van de stad Gouda. Dit werd het door Ketterer gemaakte standbeeld De steltlopers. Aanvankelijk werd het beeld geplaatst op de hoek van de Hoogstraat en de Blauwstraat. Anno 2008 is het beeld te vinden op de Bogen, nabij het Binnenhavenmuseum.[2]

- Gemeinsame Normdatei: 126723168
- International Standard Name Identifier: 0000 0000 1463 7281
- Virtual International Authority File: 62548167
- WorldCat: E39PBJcgBhMkqpfhVFTkqcJYyd